# 格雷斯頓 (明尼蘇達州)
格雷斯頓（英語：Graceton）是位於美國明尼蘇達州伍茲湖縣麥克杜格爾德鎮區的一個非建制地區。

## 地理
格雷斯頓所處的海拔為高於海平面346米（即1135英呎），而該地所採用的時區為UTC-6，即北美中部時區（CST）。同時該地設有夏令時間，為UTC-6調快一小時，即UTC-5（CDT）。